# Camp Pendleton South
Camp Pendleton South ist ein zu Statistikzwecken definiertes Siedlungsgebiet (Census-designated place) im San Diego County im US-Bundesstaat Kalifornien, Vereinigte Staaten. Das U.S. Census Bureau hat bei der Volkszählung 2020 eine Einwohnerzahl von 12.468 ermittelt. Die geographischen Koordinaten sind: 33,23° Nord, 117,37° West. Das Stadtgebiet hat eine Größe von 10,1 km² und befindet sich an der Interstate 5 und der California State Route 76.